# 歐巴馬吸蟲
 是一個於2015年新發現的寄生性扁形動物。此物種是一種血吸蟲物種，由美國印第安納州的聖瑪麗學院退休教授湯瑪斯·普雷特（Thomas Platt）等人在產於馬來西亞淡水的粗頸龜血液中所發現。這個發現亦引伸出一個新的屬。教授以時任美國總統巴拉克·歐巴馬的名字命名，因為他本人對總統的仰慕。這個物種雖然只有一條人類頭髮那麼粗，但當游至龜隻的肺部之後，可引致宿主死亡。

## 語源
本物種的屬名由奧巴馬的名字加上「吸蟲」的拉丁名；而本物種的種小名則源於奧巴馬的姓氏。所以本物種的中文譯名姑且可譯作：「奧巴馬氏巴拉克吸蟲」。